# Marely Cuba
Marely Cuba Díaz es una bioquímica cubana afincada en Chile que investiga la Antártica. Es doctora en bioquímica y académica de la Universidad de Concepción. En 2018, recibió el Premio Ciencia Antártica, otorgado por el Instituto Antártico Chileno.

## Biografía

### Estudios
Marely Cuba es oriunda del pueblo de Pedro Pi Viejo, en el municipio San José de las Lajas, en Mayabeque, Cuba. Fue la primera profesional mujer de su familia. Se graduó de biología en la Universidad de La Habana, donde obtuvo un máster en biología vegetal con mención en biotecnología vegetal. Llegó a Chile en 1998 donde obtuvo el doctorado en bioquímica por la Universidad de Chile.

### Carrera
En 2007, empezó a trabajar en la Universidad de Concepción, donde se involucró en el área de plantas antárticas y comenzó a postular a proyectos.
En 2009, el Instituto Antártico Chileno le adjudicó un proyecto que le permitió ir por primera vez a la Antártica, liderando un proyecto de investigación.
Se dedica a estudios sobre la colonización, ecofisiología y genoma del clavel antártico (Colobanthus quitensis) y el análisis de semillas de especies no autóctonas en Antártica. También trabajó sobre respuestas de las plantas antárticas, en particular la especie Colobanthus quitensis, a la salinidad. En la Universidad de Concepción, donde investiga y enseña, mantiene aproximadamente 10 000 plantas de la Antártica, de la Patagonia y de otras regiones de Chile. Se desempeña como directora del Programa de Ciencia Antártica y Subantártica de la Universidad de Concepción.
En 2018 recibió el Premio Ciencia Antártica, otorgado por el Instituto Antártico Chileno, como primera autora en artículos de investigación polar en revistas de corriente principal durante el año 2017.
Fue parte del Comité Nacional de Investigaciones Antárticas por el periodo 2019-2022.
Menciona que debido a la complejidad de las expediciones, pensó algunas veces en dedicarse solo a la docencia.

### Vida personal
Marely Cuba está casada y tiene dos hijos.

## Premio y reconocimiento
- 2018: Premio Ciencia Antártica, otorgado por el Instituto Antártico Chileno

## Publicaciones principales
Nota: Esta es una lista de los trabajos científicos más citados de la investigadora; para revisar el listado completo revise el perfil del investigador en Google Scholar.
- Bascuñán-Godoy, Luisa; Sanhueza, Carolina; Cuba, Marely; Zuñiga, Gustavo E.; Corcuera, Luis J.; Bravo, León A. (24 de julio de 2012). «Cold-acclimation limits low temperature induced photoinhibition by promoting a higher photochemical quantum yield and a more effective PSII restoration in darkness in the Antarctic rather than the Andean ecotype of Colobanthus quitensis Kunt Bartl (Cariophyllaceae)». BMC Plant Biology (en inglés) 12 (1): 114. ISSN 1471-2229. PMC 3490872. PMID 22827966. doi:10.1186/1471-2229-12-114.
- Gidekel, Manuel; Destefano-Beltrán, Luis; García, Patricia; Mujica, Lorena; Leal, Pamela; Cuba, Marely; Fuentes, Lida; Bravo, León A. et al. (1 de diciembre de 2003). «Identification and characterization of three novel cold acclimation-responsive genes from the extremophile hair grass Deschampsia antarctica Desv.». Extremophiles (en inglés) 7 (6): 459-469. ISSN 1433-4909. doi:10.1007/s00792-003-0345-4.
- Delgado, Mabel F.; Cuba, Marely; Hechenleitner, Paulina; Thiers, Osear (00/2008). «Propagación vegetativa de taique (Desfontainia spinosá) y tepa (Laureliopsis philippianá) con fines ornamentales». Bosque (Valdivia) 29 (2): 120-126. ISSN 0717-9200. doi:10.4067/S0717-92002008000200004.
- Gallardo-Cerda, Jorge; Levihuan, Juana; Lavín, Paris; Oses, Romulo; Atala, Cristian; Torres-Díaz, Cristian; Cuba-Díaz, Marely; Barrera, Andrea et al. (1 de octubre de 2018). «Antarctic rhizobacteria improve salt tolerance and physiological performance of the Antarctic vascular plants». Polar Biology (en inglés) 41 (10): 1973-1982. ISSN 1432-2056. doi:10.1007/s00300-018-2336-z.
- Cuba-Díaz, Marely; Troncoso, J. Max; Cordero, Cristian; Finot, Victor L.; Rondanelli-Reyes, Mauricio (2013-06). «Juncus bufonius, a new non-native vascular plant in King George Island, South Shetland Islands». Antarctic Science (en inglés) 25 (3): 385-386. ISSN 0954-1020. doi:10.1017/S0954102012000958.